# Sociedad Nacional de Oleoductos
La Sociedad Nacional de Oleoductos (Sonacol) es una organización de Chile constituida el 31 de mayo de 1957, encargada del transporte de subproductos del petróleo por oleoductos. Copec, ENAP y Esso Chile se unieron para desarrollar la red de transporte de combustibles del país. El primer bombeo de petróleo diesel se realizó el 28 de febrero de 1959, uniendo la refinería de ENAP en Concón con el terminal del área metropolitana en Maipú.
En 2001 la Corté Suprema de Chile multó con 70 millones de pesos a la sociedad por la muerte de un trabajador.